# René Valet
Pour les articles homonymes, voir Valet.

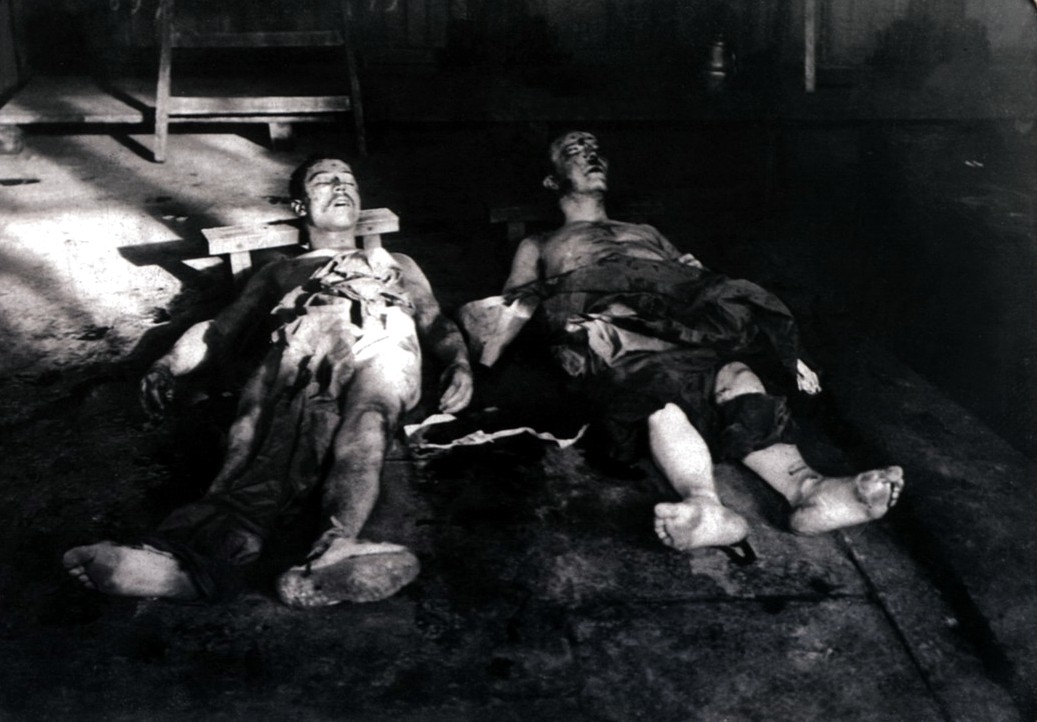
Cadavres de René Valet (à droite), Octave Garnier (à gauche) le 15 mai 1912.

André René Valet (Verdun, 27 mai 1890 - Nogent-sur-Marne, 15 mai 1912) était un serrurier, individualiste et illégaliste, criminel membre de la bande à Bonnot et proche des milieux anarchistes.

## Biographie
Comme son ami Octave Garnier, il quitte la Belgique pour aller à Paris où il monte un atelier de serrurerie. Il fréquente les milieux anarchistes de la région parisienne, entre autres ceux qui se réunissent autour du journal L'Anarchie édité par Victor Serge. Il s'installe avec certains d'entre eux à Romainville dans une sorte de communauté. Il y rencontrera les futurs membres de la bande à Jules Bonnot. Il participe avec les « bandits tragiques » aux attaques de banque comme celle du 25 mars 1912 à Chantilly.
Jules Bonnot est abattu par la police le 24 avril 1912, puis vient le tour d'Octave Garnier et de René Valet. Au matin du 15 mai 1912, un assaut du pavillon qu'ils occupent à Nogent-sur-Marne se termine par la mort des derniers survivants de la bande à Bonnot en liberté.

## Notices
- Dictionnaire des anarchistes, « Le Maitron » : notice biographique.
- Dictionnaire international des militants anarchistes : notice biographique.
- Dictionnaire biographique, mouvement ouvrier, mouvement social : notice biographique.
- L'Éphéméride anarchiste : notice biographique.